# Đẳng cấp thứ ba là gì?

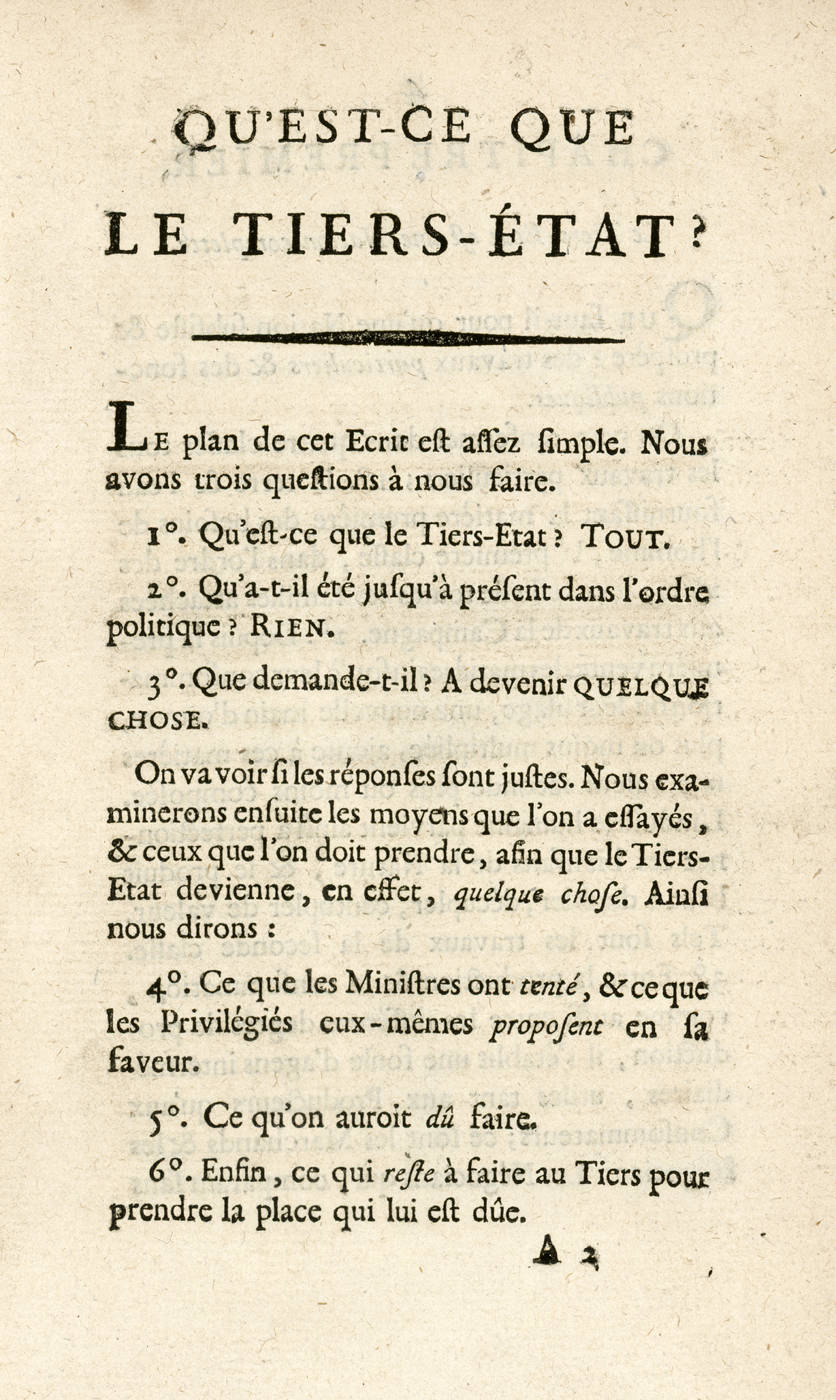
Trang đầu tiên của Đẳng cấp thứ ba là gì?

Đẳng cấp thứ ba là gì? (tiếng Pháp: Qu'est-ce que le Tiers-État?) là một bài tiểu luận chính trị được viết tháng 1 năm 1789, viết không lâu trước khi Cách mạng Pháp bùng nổ. Tác giả của bài tiểu luận này là chính trị gia và giáo sĩ người Pháp Emmanuel Joseph Sieyès (1748–1836). Đẳng cấp thứ ba là gì? là lời của Sieyès cùng các nhà văn khác phản hồi lại lời mời của Jacques Necker, có nội dung nói lên suy nghĩ của họ về cách thức tổ chức Hội nghị đại diện các Đẳng cấp năm 1789.
Trong bài tiểu luận, Sieyès lập luận rằng Đẳng cấp thứ ba (giai cấp nhân dân của Pháp) có thể thiết lập nên một quốc gia hoàn chỉnh, không cần sự có mặt của hai giai cấp kia (đẳng cấp thứ nhất - tăng lữ và đẳng cấp thứ hai - quý tộc). Sieyès tuyên bố rằng nhân dân cần những đại diện thực sự trong Hội nghị đại diện các Đẳng cấp, bình đẳng với hai đẳng cấp kia, và các phiếu bầu được tính theo số người chứ không phải theo giai cấp. Những ý tưởng này là động cơ to lớn thúc đẩy đến cuộc Cách mạng Pháp.

## Tóm lược
Bài tiểu luận được xếp xoay quanh ba câu hỏi giả định và câu trả lời của Sieyès:
- Đẳng cấp thứ ba là gì? Tất cả
- Cho đến nay [đẳng cấp này] có gì trong trật tự chính trị? Không có gì.
- [Đẳng cấp này] muốn được trở thành gì? Trở thành một cái gì đó. . .

Xuyên suốt bài tiểu luận, Sieyès lập luận rằng đẳng cấp thứ nhất và thứ hai đơn giản là không cần thiết, và đẳng cấp thứ ba trên thực tế là giai cấp hợp pháp duy nhất của Pháp, đại diện cho toàn bộ nhân dân. Từ đó, ông khẳng định rằng đẳng cấp thứ ba sẽ thay thế được hoàn toàn hai đẳng cấp còn lại, vì đẳng cấp thứ ba nộp thuế nhiều hơn cả.